# Andy Evans

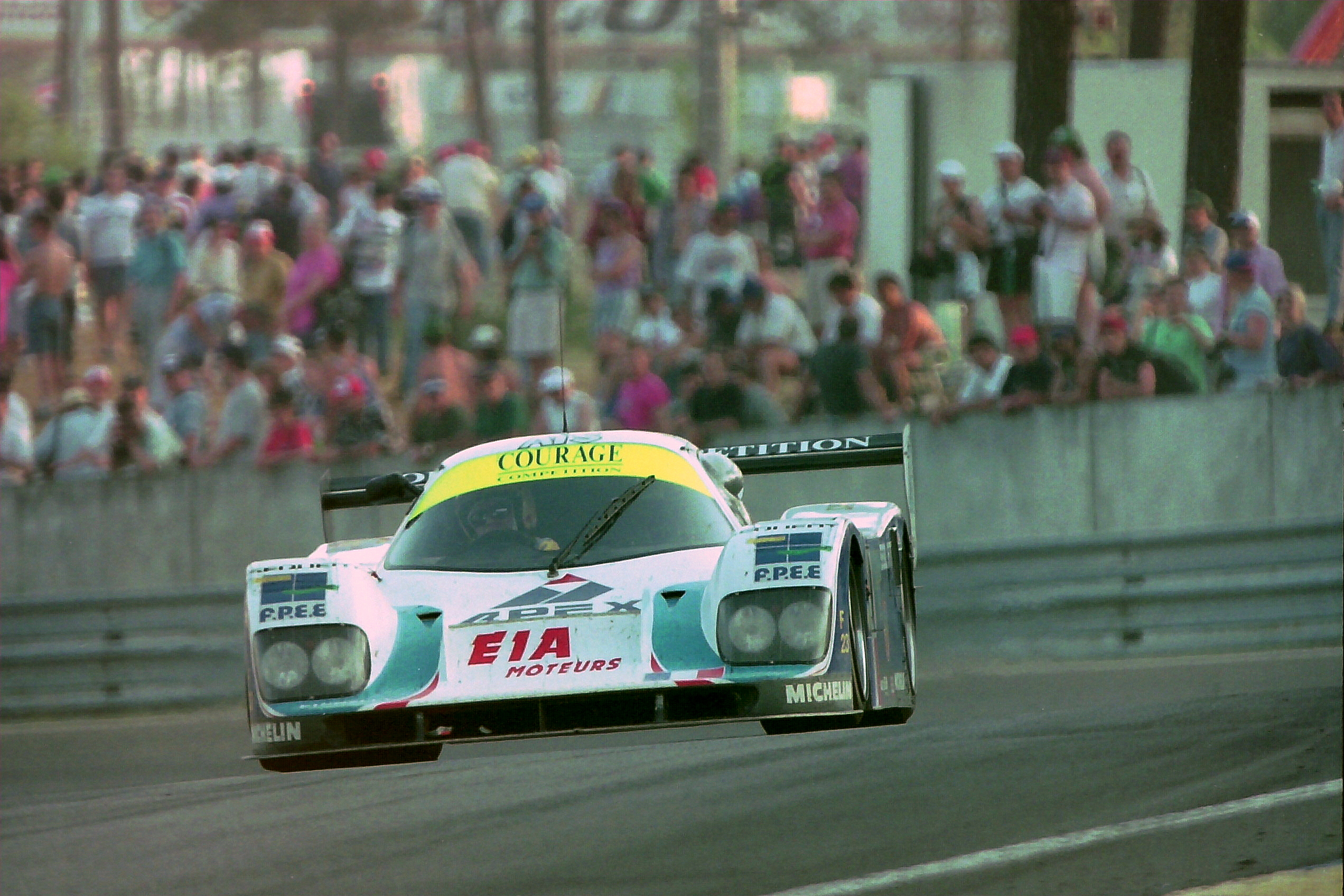
Der Courage C32 von Jean-Louis Ricci, Philippe Olczyk und Andy Evans beim 24-Stunden-Rennen von Le Mans 1994

Andrew Lovelace „Andy“ Evans (* 27. Juni 1951 in Pomona) ist ein ehemaliger US-amerikanischer Autorennfahrer und Unternehmer.

## Karriere
Andy Evans war in den 1980er- und 1990er-Jahren mit Sportwagen aktiv und erreichte seine größten Erfolge in US-amerikanischen Rennserien. Nach ersten Jahren in Markencups fuhr er ab 1990 in verschiedenen IMSA-Serien. 1994 ging er für Scandia Motorsport auf einem Ferrari 333SP in der IMSA-World-Sports-Car-Championship an den Start. Seinen ersten Erfolg feierte er mit Partner Fermín Vélez beim 2-Stunden-Rennen von Laguna Seca 1994.
Zweimal gewann er das 12-Stunden-Rennen von Sebring. 1995 siegte der gemeinsam mit Vélez und Eric van de Poele auf einem Ferrari 333SP. Zwei Jahre später waren Vélez, Yannick Dalmas und Stefan Johansson seine siegreichen Teampartner. Nach dem 24-Stunden-Rennen von Daytona 1998 beendete Evans seine Rennkarriere.
Der vermögende Evans, der lange Jahre eine führende Funktion bei Microsoft innehatte, war neben seinen Rennaktivitäten auch als Teambesitzer und Investor tätig. Mitte der 1990er-Jahre erwarb er die Vermarktungsrechte der IMSA-Serie.

## Statistik

### Le-Mans-Ergebnisse
| Jahr | Team                  | Fahrzeug         | Teamkollege        | Teamkollege     | Platzierung | Ausfallgrund |
| ---- | --------------------- | ---------------- | ------------------ | --------------- | ----------- | ------------ |
| 1993 | Porsche Kremer Racing | Porsche 962CK6   | François Migault   | Tomás Saldaña   | Rang 13     |              |
| 1994 | Courage Compétition   | Courage C32LM    | Jean-Louis Ricci   | Philippe Olczyk | Rang 7      |              |
| 1996 | Rocket Sports Racing  | Ferrari 333SP LM | Fermín Vélez       | Yvan Muller     | Ausfall     | kein Benzin  |
| 1997 | Kremer Porsche Racing | Porsche 911 GT1  | Christophe Bouchut | Bertrand Gachot | Ausfall     | Motorschaden |

### Sebring-Ergebnisse
| Jahr | Team                 | Fahrzeug      | Teamkollege     | Teamkollege       | Teamkollege      | Platzierung | Ausfallgrund |
| ---- | -------------------- | ------------- | --------------- | ----------------- | ---------------- | ----------- | ------------ |
| 1991 | Carlos Bobeda Racing | Spice SE90P   | George Robinson | Carlos Bobeda     |                  | Rang 20     |              |
| 1992 | Scandia Motorsports  | Kudzu DG-2    | Fermín Vélez    | Jay Cochran       |                  | Ausfall     | Aufhängung   |
| 1994 | Scandia Motorsports  | Spice WSC94   | Ross Bentley    | Butch Leitzinger  |                  | Rang 4      |              |
| 1995 | Scandia Motorsports  | Ferrari 333SP | Fermín Vélez    | Eric van de Poele |                  | Gesamtsieg  |              |
| 1996 | Scandia Motorsports  | Ferrari 333SP | Mauro Baldi     | Michele Alboreto  |                  | Rang 2      |              |
| 1997 | Team Scandia         | Ferrari 333SP | Fermín Vélez    | Yannick Dalmas    | Stefan Johansson | Gesamtsieg  |              |